# مايك هينكلي
مايك هينكلي (بالإنجليزية: Mike Hinckley)‏ هو لاعب كرة قاعدة أمريكي، ولد في 5 أكتوبر 1982 في أوكلاهوما سيتي في الولايات المتحدة.

## وصلات خارجية
- مايك هينكلي على موقع دوري كرة القاعدة الرئيسي (الإنجليزية)
- مايك هينكلي على موقعبيزبول رفرنس.كوم (الدوري الرئيسي) (الإنجليزية)
- مايك هينكلي على موقع إي إس بي إن.كوم (أم.أل.بي) (الإنجليزية)
- مايك هينكلي على موقع مشجعي الرسوم البيانية (الإنجليزية)